# Nicola Raab
Nicola Raab (* 1972 in Regensburg, Bayern) ist eine deutsche Opernregisseurin und Operndirektorin. Sie führt Regie an europäischen und nordamerikanischen Bühnen.

## Leben und Wirken
Nach dem Studium der Theater- und Musikwissenschaften sowie der Psychologie an der Ludwig-Maximilians-Universität München arbeitete sie zunächst als Regieassistentin, u. a. an der Bayerischen Staatsoper München, der Staatsoper Wien, dem Opernhaus Zürich, dem Teatro La Fenice (Venedig), bei den Bregenzer Festspielen, den Salzburger Festspielen und beim Festival d’Aix-en-Provence.
Ihr US-Debüt gab sie 2007 mit Béatrice et Bénédict am Chicago Opera Theater. Der endgültige internationale Durchbruch gelang ihr 2010 mit Thaïs an der Göteborgs Operan. Seitdem inszeniert sie Musiktheater an den führenden Opernhäusern von Sevilla, Valencia, Lissabon, Tallinn, Mexiko-Stadt, Bratislava, Kopenhagen, Helsinki, Moskau und Los Angeles. Gerne entdeckt Raab noch unbekannte Stimmen, arbeitete aber auch mit Plácido Domingo, Nino Machaidze oder Noah Stewart.
Seit Januar 2025 ist Raab Operndirektorin am Staatstheater Darmstadt.

## Inszenierungen
Inszenierungen in chronologischer Folge:
- 2000: Der Soldat und die Tänzerin von Bohuslav Martinů an der Staatsoper Prag (Co-Regie mit David Pountney)
- 2002: Der Kuss von Bedřich Smetana an der Opera Theatre Company Dublin
- 2002:  Der Bär von William Walton und A Waterbird Talk von Dominick Argento an der Wiener Kammeroper
- 2003: Zora D von Isidora Žebeljan am International Opera Centrum Nederland in Amsterdam, Wiener Kammeroper und BEMUS-Festival, Belgrad
- 2005: Moskau, Tscherjomuschki von Dmitri Schostakowitsch an der Wiener Kammeroper[6]
- 2006: L’oca del Cairo von Wolfgang Amadeus Mozart und Stephen Oliver an der Wiener Kammeroper
- 2007: Artaserse von Leonardo Vinci in Wien
- 2007: When she died von Jonathan Dove und  Eight Songs for a Mad King von Peter Maxwell Davies an der Wiener Kammeroper
- 2007: Béatrice et Bénédict von Hector Berlioz am Chicago Opera Theatre
- 2008: Scherz, Satire, Ironie und tiefere Bedeutung von Detlev Glanert für die Neue Oper Wien
- 2008: A Flowering Tree von John Adams am Chicago Opera Theatre
- 2008: MarathonFamily von Isidora Žebeljan für die Bregenzer Festspiele, die Neue Oper Wien und BEMUS-Festival, Belgrad
- 2009: Don Chisciotte von Francesco Conti in Wien
- 2009: Owen Wingrave von Benjamin Britten an der Wiener Kammeroper
- 2010: Thaïs von Jules Massenet an der Göteborg Opera
- 2010: Der Barbier von Sevilla von Gioachino Rossini am Theater Regensburg
- 2011: The Io Passion von Harrison Birtwistle an der Wiener Kammeroper
- 2011: Parsifal von Richard Wagner an der Nationaloper Estonia in Tallinn
- 2011: Der Tod und das Mädchen von Alfons Karl Zwicker am Theater St. Gallen
- 2012: Thaïs von Massenet am Palau de les Arts Reina Sofía Valencia
- 2012: La rondine von Giacomo Puccini am Teatro Nacional de São Carlos Lissabon
- 2012: Les Malheurs d’Orphée von Darius Milhaud und Mahagonny, ein Songspiel von Kurt Weill für UNAM Unabhängige Nationale Universität von Mexiko in Mexiko-Stadt
- 2012: Thaïs von Massenet am Teatro de la Maestranza Sevilla
- 2013: Thaïs von Massenet an der Kansallisooppera Helsinki
- 2013: Tristan und Isolde von Wagner an der Novaya Opera Moskau
- 2013: Otello von Giuseppe Verdi an der Königlichen Oper Kopenhagen
- 2013: Dorian Gray von Ľubica Čekovská am Slovenské Narodné Divadlo
- 2014: Das schlaue Füchslein von Leoš Janáček am Theater St. Gallen
- 2014: Thaïs von Massenet an der Los Angeles Opera
- 2014: Das Leben am Rande der Milchstrasse von Bernhard Gander für die Bregenzer Festspiele und Wien Modern
- 2015: A Flowering Tree von John Adams an der Göteborg Opera
- 2015: Written on Skin von George Benjamin am Theater St. Gallen, als Schweizer Uraufführung der Oper
- 2015: Boris Godunow von Modest Mussorgski beim Savonlinna Opera Festival
- 2016: Lohengrin von Richard Wagner an der Königlichen Oper Kopenhagen
- 2016 A Flowering Tree von John Adam am Teatro Nacional de São Carlos Lissabon, aufgeführt im Centro Cultural Belem CCB
- 2016 Jesu Hochzeit von Gottfreid von Einem beim Carinthischen Sommer
- 2016 Written on Skin von George Benjamin am Theater Bozen als Italienische Uraufführung der Oper
- 2016 I Capuleti et i Montecchi an der Oper Bergen, Norwegen
- 2017 Der Zwerg/Zemlinsky am Teatro Nacional de São Carlos Lissabon
- 2017 Semiramide von Rossini an der Opera National Lorraine in Nancy
- 2017 Lakme, Leo Delibes am Opernhaus in Malmö
- 2017 Francesca da Rimini von Zandonai an der Opera National du Rhin in Straßburg
- 2018 Elektra am Teatro Nacional de São Carlos Lissabon, aufgeführt im Centro Cultural Belem CCB
- 2018 Semiramide an der Oper St. Etienne
- 2018 Il Corsaro von Giuseppe Verdi am Palau de les Arts Reina Sofía Valencia
- 2018 Jenufa an der National Oper Athen als griechische Erstaufführung der Oper
- 2019 La Wally von Alfredo Catalani  am Theater Bozen
- 2019 Ariodante im Schlosstheater Drottningholm
- 2019 Rusalka an der Opera National du Rhin in Straßburg
- 2019 La Traviata an der Komischen Oper Berlin
- 2020 Macbeth an der Oper Dijon (wird Herbst 2021 vollendet)
- 2021 Rusalka an der Oper in Limoges (als Film)
- 2021 Macbeth an der Oper Dijon
- 2022 Die Fledermaus am Konservatorium Paris CNSMDP und an der Philharmonie de Paris
- 2022 Turandot am Theater Regensburg
- 2022 Le Amazzoni nel'Isole Fortunate von Carlo Pallavicino mit den Talens Lyriques unter Christophe Rousset bei den Musikfestspielen Potsdam Sanssouci
- 2022 Ulysses von Reinhard Keiser beim Winter in Schwetzingen mit dem Theater Heidelberg im Barocktheater Schwetzingen, rekonstruiert von Clemens Flick
- 2024 Ulysses von Reinhard Keiser beim Theater und Orchester Biel Solothurn